# Peter Whittingham
Peter Michael Whittingham (Nuneaton, 8 settembre 1984 – Cardiff, 19 marzo 2020) è stato un calciatore inglese, di ruolo centrocampista o ala.

## Biografia
È morto il 19 marzo 2020 all'ospedale di Cardiff, dove era ricoverato a seguito di un colpo al cranio rimediato durante una caduta in un pub della città.

## Statistiche
| Stagione            | Squadra             | Campionato          | Campionato | Campionato | Coppe nazionali | Coppe nazionali | Coppe nazionali | Coppe continentali | Coppe continentali | Coppe continentali | Altre coppe | Altre coppe | Altre coppe | Totale | Totale |
| Stagione            | Squadra             | Comp                | Pres       | Reti       | Comp            | Pres            | Reti            | Comp               | Pres               | Reti               | Comp        | Pres        | Reti        | Pres   | Reti   |
| ------------------- | ------------------- | ------------------- | ---------- | ---------- | --------------- | --------------- | --------------- | ------------------ | ------------------ | ------------------ | ----------- | ----------- | ----------- | ------ | ------ |
| 2002-2003           | Aston Villa         | PL                  | 4          | 0          | FACup+CdL       | 0+0             | 0+0             | -                  | -                  | -                  | -           | -           | -           | 4      | 0      |
| 2003-2004           | Aston Villa         | PL                  | 32         | 0          | FACup+CdL       | 1+6             | 0+1             | -                  | -                  | -                  | -           | -           | -           | 39     | 1      |
| 2004-gen. 2005      | Aston Villa         | PL                  | 13         | 1          | FACup+CdL       | 0+2             | 0+0             | -                  | -                  | -                  | -           | -           | -           | 15     | 1      |
| gen.-giu. 2005      | Burnley             | FLC                 | 7          | 0          | FACup+CdL       | 2+0             | 0+0             | -                  | -                  | -                  | -           | -           | -           | 9      | 0      |
| 2005-gen. 2006      | Aston Villa         | PL                  | 4          | 0          | FACup+CdL       | 0+0             | 0+0             | -                  | -                  | -                  | -           | -           | -           | 4      | 0      |
| gen.-giu. 2006      | Derby County        | FLC                 | 11         | 0          | FACup+CdL       | 0+0             | 0+0             | -                  | -                  | -                  | -           | -           | -           | 11     | 0      |
| 2006-gen. 2007      | Aston Villa         | PL                  | 3          | 0          | FACup+CdL       | 0+1             | 0+0             | -                  | -                  | -                  | -           | -           | -           | 4      | 0      |
| Totale Aston Villa  | Totale Aston Villa  | Totale Aston Villa  | 56         | 1          |                 | 10              | 1               |                    | -                  | -                  |             | -           | -           | 66     | 2      |
| gen.-giu. 2007      | Cardiff City        | FLC                 | 19         | 4          | FACup+CdL       | 0+0             | 0+0             | -                  | -                  | -                  | -           | -           | -           | 19     | 4      |
| 2007-2008           | Cardiff City        | FLC                 | 41         | 5          | FACup+CdL       | 6+4             | 3+1             | -                  | -                  | -                  | -           | -           | -           | 51     | 9      |
| 2008-2009           | Cardiff City        | FLC                 | 33         | 3          | FACup+CdL       | 2+3             | 0+1             | -                  | -                  | -                  | -           | -           | -           | 38     | 4      |
| 2009-2010           | Cardiff City        | FLC                 | 41+3       | 20+2       | FACup+CdL       | 4+3             | 1+2             | -                  | -                  | -                  | -           | -           | -           | 51     | 25     |
| 2010-2011           | Cardiff City        | FLC                 | 45+2       | 11         | FACup+CdL       | 1+2             | 0+0             | -                  | -                  | -                  | -           | -           | -           | 50     | 11     |
| 2011-2012           | Cardiff City        | FLC                 | 46+2       | 12         | FACup+CdL       | 0+7             | 0+1             | -                  | -                  | -                  | -           | -           | -           | 55     | 13     |
| 2012-2013           | Cardiff City        | FLC                 | 40         | 8          | FACup+CdL       | 0+0             | 0+0             | -                  | -                  | -                  | -           | -           | -           | 40     | 8      |
| 2013-2014           | Cardiff City        | PL                  | 32         | 3          | FACup+CdL       | 2+0             | 0+0             | -                  | -                  | -                  | -           | -           | -           | 34     | 3      |
| 2014-2015           | Cardiff City        | FLC                 | 43         | 6          | FACup+CdL       | 2+0             | 0+0             | -                  | -                  | -                  | -           | -           | -           | 45     | 6      |
| 2015-2016           | Cardiff City        | FLC                 | 36         | 6          | FACup+CdL       | 1+0             | 0+0             | -                  | -                  | -                  | -           | -           | -           | 37     | 6      |
| 2016-2017           | Cardiff City        | FLC                 | 37         | 7          | FACup+CdL       | 0+0             | 0+0             | -                  | -                  | -                  | -           | -           | -           | 37     | 7      |
| Totale Cardiff City | Totale Cardiff City | Totale Cardiff City | 413+7      | 85+2       |                 | 37              | 9               |                    | -                  | -                  |             | -           | -           | 457    | 96     |
| 2017-2018           | Blackburn           | FL1                 | 20         | 0          | FACup+CdL       | 0+2             | 0+0             | -                  | -                  | -                  | FLT         | 2           | 0           | 24     | 0      |
| Totale carriera     | Totale carriera     | Totale carriera     | 514        | 88         |                 | 51              | 10              |                    | -                  | -                  |             | 2           | 0           | 567    | 98     |

## Palmarès

### Club

#### Competizioni nazionali
- Football League Championship: 1

Cardiff City: 2012-2013

#### Competizioni giovanili
- FA Youth Cup: 1

Aston Villa: 2001-2002

### Individuale
- Capocannoniere della Football League Championship: 1

Cardiff City: 2009-2010 (22 reti)